# 綠色債券

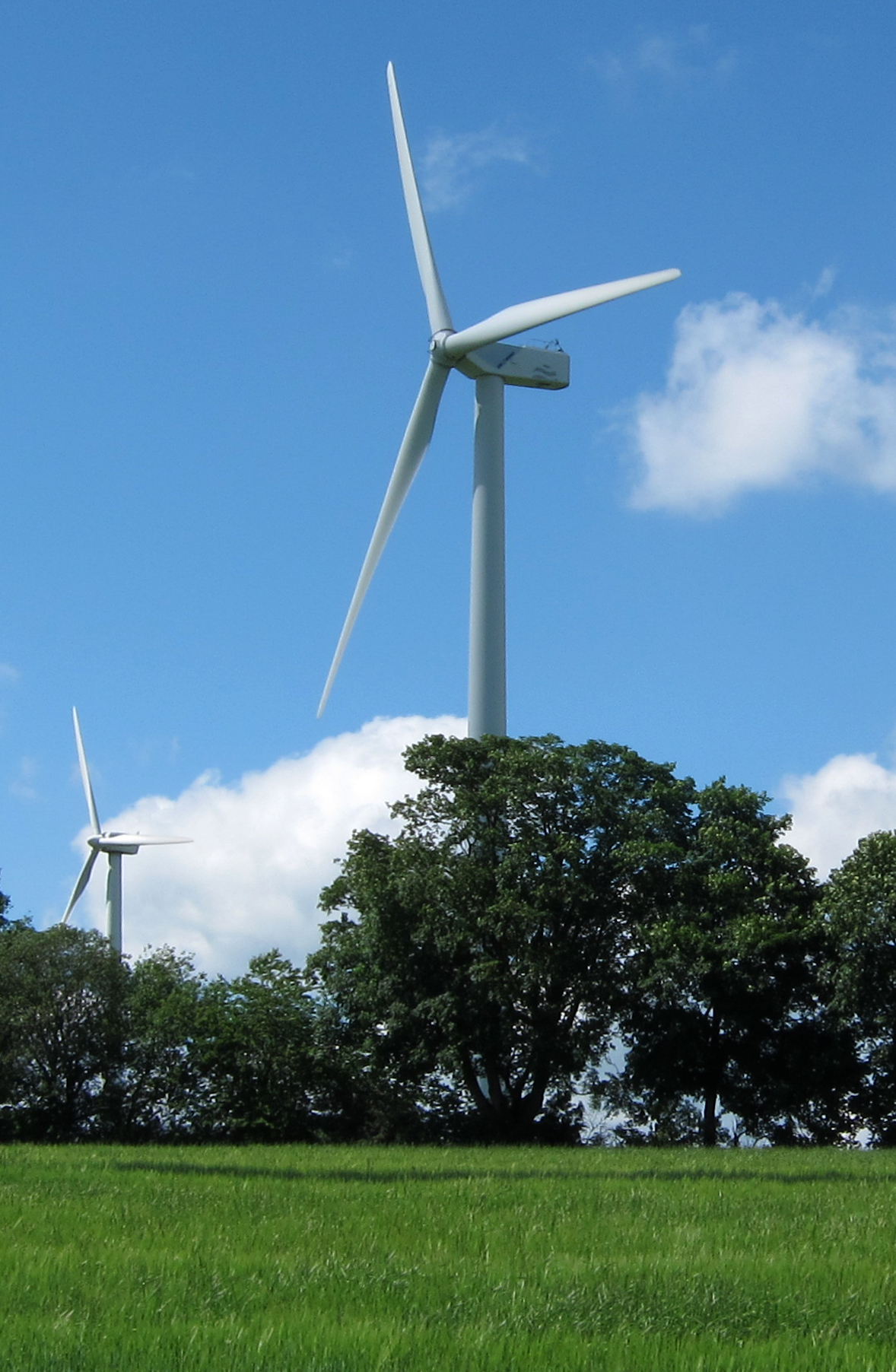
興建風力發電場等清潔能源項目常利用綠色債券融資

綠色債券（英語：Green bond），又名氣候債券（英語：Climate bond），是種相對新穎的定息金融產品，指的是為各種為舒緩氣候變化問題的項目集資的債務證券。綠色證券的發行量和存量增速迅猛，存量在2016年達到了1,600億美元，而單計算2016年便有700億美元的新發行綠色債券。2021年綠色債券全球發行量達到5,000億美元。

## 背景
可持續發展商業委員會估計，基於可持續發展理念的商業模式的市場機遇達到了12萬億美元。聯合國則預估，為了實踐該組織的可持續發展目標，每年需要滿足2.5萬億美元的資金缺口。單是清潔能源便需要耗用1萬億的資金。隨著巴黎協定於2016年11月簽署生效，締約國需要履行其減排溫室氣體的承諾。綠色債券正好填補了由化石燃料過渡至潔淨能源所需的資金。儘管近年來綠色金融有了長足的發展，按照目前的推算，除非出現新的集資來源和渠道，綠色融資體系依然存在巨大的缺口。由於目前各國債台高築，政府擴大資產負債表的空間甚為有限，這巨大的缺口有80-90%的資金必須從私營部門募集。銀行的資產負債表只能滿足這缺口的一部分，其餘的必須從資本市場、保險商和創新型融資渠道所補足。同時，投資者對綠色債券的胃納正急劇上升。隨著資產擁有者和基金經理越加強調分散投資和締造財務回報以外的正面影響，加上輿論對可持續發展的關注，綠色債券無論在體量上還是參與的發行人和投資者的多元性方面都充滿潛力。

## 概述
發行綠色債券的主要目的是為各種減緩氣候變化的項目融資。這些項目包羅萬象，從減少溫室氣體排放、清潔能源到能源效益項目都有。也有一些項目以應對氣候變化為目的，例如建設尼羅河的水利設施，從而避免水災，又或是採取手段以減少海水溫度上升對大堡礁的影響。
和常規債券一樣，綠色債券的發債主體可以是政府、政策性銀行或私人企業。發債主體或擔保人保證在一定年期內償還本金及若干固定或浮動利息回報。
大部分綠色債券都是資產支持證券，或者實行“圍欄”措施，以保證集資所得全數只會用於和減緩氣候改變相關的項目或資產，例如可再生能源發電設施。Mackenzie和Ascui在联合国环境署發表的報告把氣候債券和綠色債券作區分並指出“（氣候債券）是綠色債券概念的延伸。綠色債券是為環境保護項目集資而發行；氣候債券則是為了減少溫室氣體排放和應對氣候變化項目而發行”。總部在倫敦的“氣候債券標準局”（英文：Climate Bond Standards Board）為氣候債券提供認證計劃。

## 特性
綠色債券是主題債券的一種，和19世紀的鐵路債券、20世紀早年的高速公路債券和戰爭債券有類近的地方。這些主題債券：
- 被設計成容許機構投資者（養老基金、政府、主權財富基金、保險公司等）投資在他們的持分者認為政治上重要的經濟範疇，而不犧牲信用風險或風險回報特性。
- 為政府的應對氣候變化項目提供直接融資（英语：Direct finance）渠道，例如為合資格債券提供稅務優惠。
- 向其他持分者發出政治信息。

除了上述三點，從實務操作的角度來看，主題債券和傳統債務證券沒什麼不同。它們的風險權重和信用評級都是透過對發行人以慣用手段評估所得，並可在國際性二級債券市場買賣。主題債券理論上可以在任何的細分債券市場上發行，比如主權債券或公司債。
根據氣候與發展知識網絡和普华永道發表的研究報告，發展綠色債券市場有助國家履行其環境保護的目標和承諾。首先，綠色債券為環境友好項目提供融資渠道，從而催生更多同類型的項目。其次，由於債券是種相對傳統和簡單易明的金融產品，海外投資者一般無需投入額外的資源評估這類產品。而發展中經濟體的基建項目成本往往比較低，對外來投資有一定的吸引力。再者，綠色債券可作為豐富金融產品的一種手段，進而促進本國的資本市場和金融體系在環保相關領域以內和以外的發展和創新。

## 近期發展
在2016年，綠色債券的集資額達到了930億美元。以目前的成長率計算，2017年的集資額有望達到2,000億美元。但相比全球的債券發行量而言，綠色債券目前仍只佔大概百分之一。
中國是2016年發行最多綠色債券的國家，佔了全球總發行量約四成。香港的大型企業如港鐵及領展，也曾於2016年中發行綠色債券。2016年2月，蘋果公司發行了總值15億美元的綠色債券，是美國科技公司首次發行綠色債券。
為進一步促進綠色金融的發展，香港政府擬於2018-19財政年度推出「綠色債券資助計劃」，藉此補貼發行人綠色認證的成本。